# Tirasberge
Die Tirasberge sind ein Gebirge und privates Naturschutzgebiet im Süden Namibias, rund 20 Kilometer westlich von Helmeringhausen.
Die Tirasberge sind Schnittpunkt von vier verschiedenen Landschaften: Von Norden und Nordosten verschmelzen die Tirasberge mit der bergigen Landschaft des Rooirand (Rotrand) und den nördlich anschließenden Tsarisbergen, von Westen und Südwesten bilden die roten Dünen der Neisibfläche und Homs-Hochebene den Kontakt zum Namib-Naukluft-Nationalpark und den Ausläufern der Namib. Richtung Südosten grenzen die Tirasberge an eine Savannen- und Sukkulentensteppe, die auch antike Felszeichnungen von Buschmännern (San) aufweist. In der daran anschließenden Kurzstrauchsavanne wird Viehzucht, vor allem mit Rindern, betrieben. 
Bedeutende Gipfel der Tirasberge sind der Schanzenberg (1902 m), Sattelberg (1419 m), die Koiimasis Nase (1397 m) und der Bergveld.
Seit März 1998 besteht das 125.000 ha (1250 km²) große private Naturschutzgebiet. Es setzt sich aus acht (Stand September 2018) für Tourismus und extensive Landwirtschaft genutzten Farmen (Gunsbewys, Tiras, Koiimasis, Landsberg, Numis, Weissenborn, Korais, Excelsior) zusammen. 

## Galerie

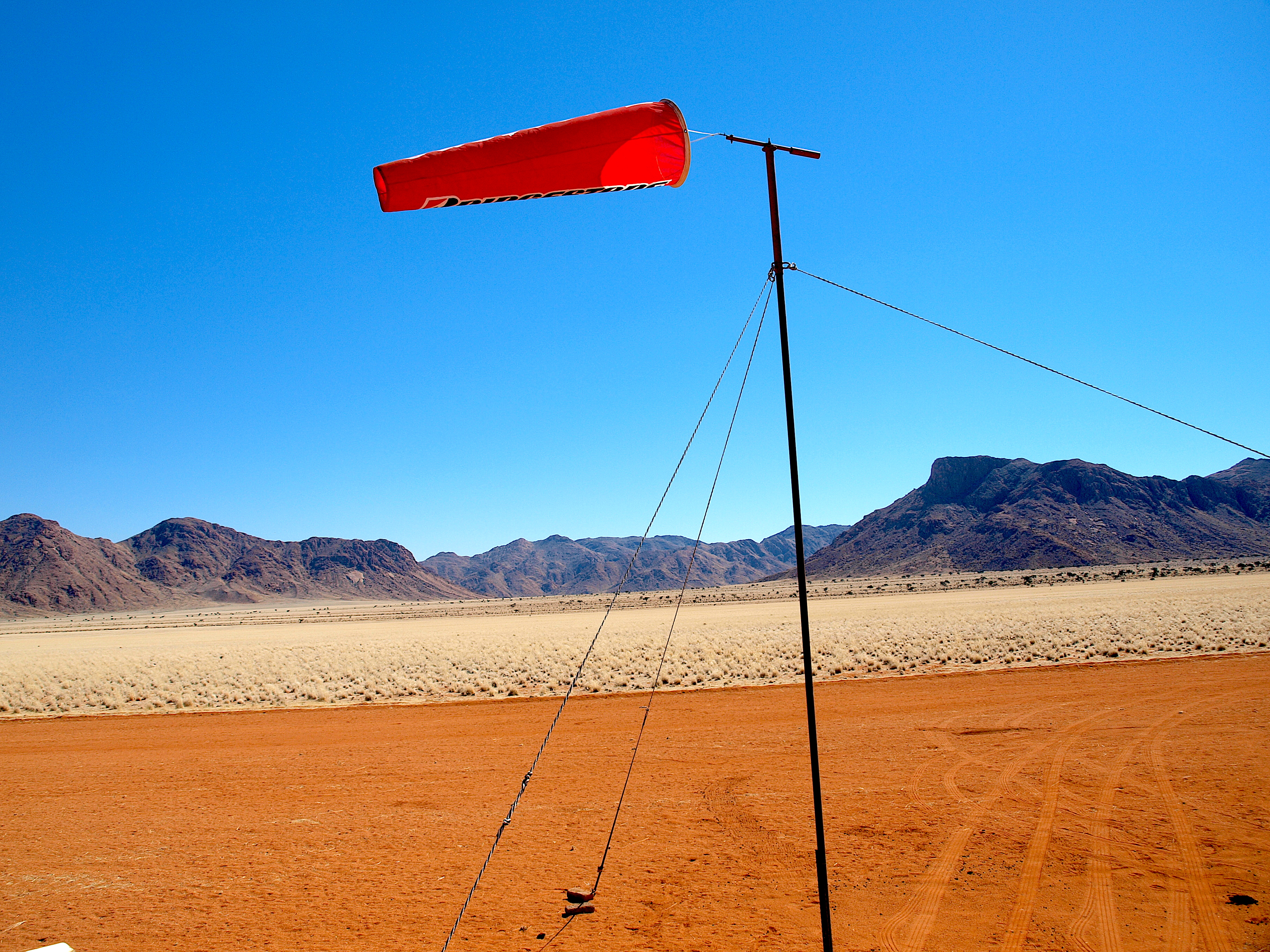
Die Tirasberge beim Flugfeld Namtib (2013)
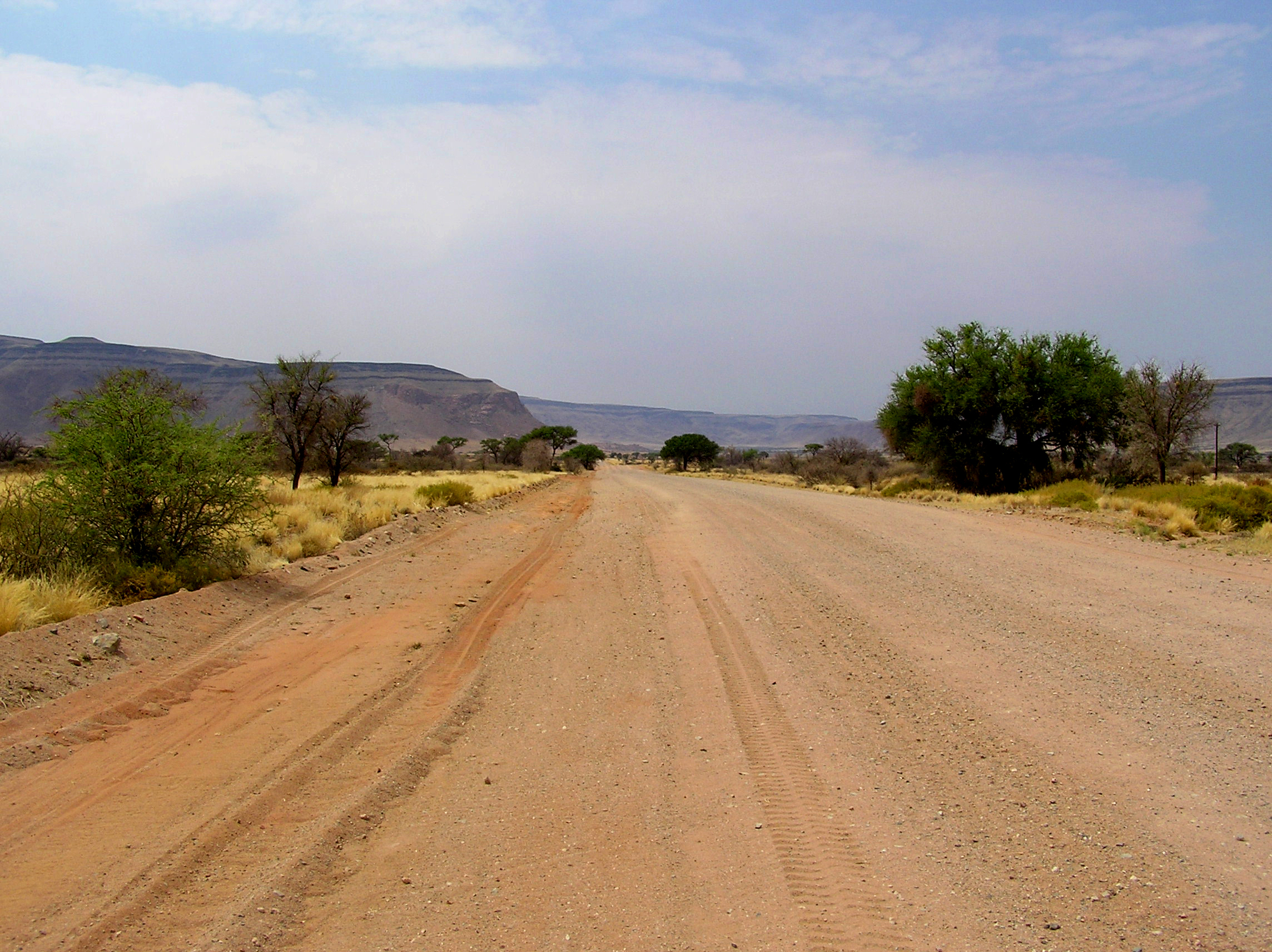
Tirasberge zu sehen von der D 826 zwischen Sesriem und Schloss Duwisib
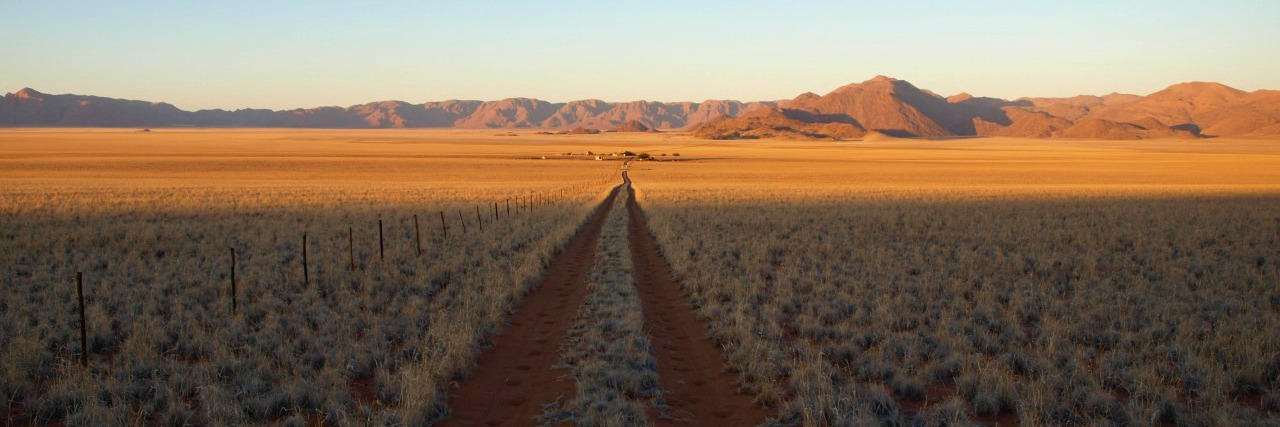
Gästefarm Gunsbewys, im Hintergrund die Tirasberge